# Pterolophia baloghi
Pterolophia baloghi là một loài bọ cánh cứng trong họ Cerambycidae.